# 中山町 (愛媛県)
中山町（なかやまちょう）は、かつて愛媛県の中予地方にあった町。伊予郡に属した。
2005年4月1日に伊予市、双海町と合併して伊予市の一部となり、地方自治体としては消滅した。ただし、新市になっても地域名としての『中山町』は残存している。具体的には住所表記において、旧表記：伊予郡中山町大字○△が、新表記では伊予市中山町○△と、「中山町」が地域名に付されることとなった。（大字は省くことになった。なお、同時に合併した旧：伊予郡双海町についても同様の住所表記である。）

## 地理
中山町は愛媛県の中部の山間、松山市中心部から国道56号の犬寄峠を越えて約27km南下した地点にあり、大洲市中心部からも約27kmとほぼ中間に位置する。肱川の上流の一つでもある中山川流域にほぼ相当する。地域としては中予地域に含まれるが、水系としては肱川水系に属する。
他の町村と隔てる山は、高いところで標高が約800メートルもある。
中山町は中山川を境として西側に中山集落、東側に出渕（又は出淵、いずぶち）集落、上流部北側には佐礼谷（されだに）集落がある。もと中山町役場のあった場所を中心として各種公共施設や商店街、JA、小学校、中学校があり、中山町の中心地となっている。そのほか、支流の流域や山の中腹に永木（ながき）、栗田（くりだ）、野中（のなか）等の集落が存在している。
中山町民の悲願であった鉄道は国鉄民営化の直前に開通しJR駅は伊予中山駅として中山町中山に存在する。
- 山：秦皇山（しんこうざん）
- 河川：中山川

気候は盆地の影響により、松山市より若干気温が低い。

## 歴史
明治以降
- 1871年 - 廃藩置県により大洲県に属する。
- 1873年 - 臨泉小学校開校（中山小学校の前身）。
- 1875年 - 野中小学校開校。
- 1875年 - 神渓小学校開校（永木小学校の前身）。
- 1876年 - 至誠小学校開校（佐礼谷小学校の前身）。
- 1876年 - 出淵出聖小学校開校。
- 1876年 - 大小区制が廃止、中山村は喜多郡、出淵（いずぶち）、佐礼谷（されだに）、栗田の各村は下浮穴郡に属する。
- 1889年 - 中山村が喜多郡から下浮穴郡に編入。
- 1897年 - 下浮穴郡廃止、伊予郡となる。
- 1907年 - 中山村・出淵村合併により中山村となる。
- 1913年 - 泉町、豊岡に電灯ともる。

中山町発足
- 1925年 - 町制実施、中山町となる。
- 1929年 - 広田村から栗田が分離、中山町へ編入。
- 1941年 - 戦時体制。大日本青少年団結成。

戦後
- 1947年 - 中山中学校、佐礼谷中学校創立。
- 1955年 - 中山町と佐礼谷村とが合併、新・中山町発足。
- 1956年 - しいたけ栽培始まる。
- 1956年 - テレビ視聴始まる。
- 1958年 - 佐礼谷平岡地区、分離し伊予市に編入。
- 1966年 - 国鉄内山線起工。
- 1970年 - 伊予中山電報電話局開局。
- 1970年 - 中山町簡易水道事業完成。
- 1986年 - 国鉄内山線開通。
- 1995年 - 鳥取県中山町（現大山町）との交流開始。
- 2005年3月31日 - 自治体としての中山町の歴史に終止符。
- 2005年4月1日 - 新・伊予市発足。

中山町町勢要覧等から抜粋

## 姉妹都市・提携都市
- 鳥取県西伯郡中山町 （現・大山町）

## 行政
- 平成の市町村合併
中山町としては、双海町とともに伊予市と合併することについて町内からは特に強い反対意見は出なかった。

## 経済

### 産業
農林業が主体である。三大栗として知られる中山栗の生産で知られるほか、梅、畜産等が営まれている。
このほかプラスチック製品製造、食品加工業、機械部品製造等がある。

## 地域

### 教育
- 高等学校
  - 愛媛県立中山高等学校（愛媛県立伊予農業高等学校に統合）
- 中学校
  - 中山中学校
  - 佐礼谷中学校（中山中学校に統合）
- 小学校
  - 中山小学校
  - 永木小学校（中山小学校に統合）
  - 佐礼谷小学校
  - 野中小学校（中山小学校に統合）

## 交通

### 鉄道路線
- JR四国予讃線
伊予中山駅
都道府県庁への連絡：松山駅より内子経由の普通列車で40分前後。特急が1日4往復のみ停車する。

### バス
松山自動車道開通で国道56号を走り町内を経由するバス便が激減した。松山方面からは伊予鉄バス八幡浜、三崎ゆきの一般道経由の1日4往復のみ。

### 道路

#### 高速道路
松山自動車道が走るものの旧町内にICはない。
最寄りICは伊予IC・中山SIC（ともに伊予市。）または内子五十崎IC（内子町）。

#### 一般国道
- 国道56号

#### 県道
- 主要地方道
  - 愛媛県道42号久万中山線
- 一般県道
  - 愛媛県道222号中山双海線
  - 愛媛県道223号中山砥部線
  - 愛媛県道225号中山伊予線
  - 愛媛県道226号串中山線
  - 愛媛県道241号池田中山線
  - 愛媛県道307号野中長沢線
  - 愛媛県道329号石畳中山線

## 名産・名所・旧跡・観光スポット・祭事・催事
- 名産
  - 中山栗 - 日本三大栗とすることもある。
  - そば - クラフトの里内にそば打ちの体験施設がある。
- 名所
  - 栗の里公園
  - クラフトの里
  - 駅隣に物産センターもある。
- 祭事
  - 漆梅祭り - 漆という地区の祭り
  - 栗祭り

## ゆかりのある人物
- 大塚節治 - 神学者、同志社総長。中山町の大塚家の養子となり、中山町に籍を置く。